# Іскра-ЛОШВСМ-ЛОВУФК
«Іскра» — український жіночий волейбольний клуб з Луганська. Створений 1969 року. Один з найтитулованіших українських жіночих волейбольних клубів України. Одинадцятиразовий чемпіон України. Володар Кубка володарів кубків європейських країн (1977). Володар Кубка СРСР (1980). Неодноразовий призер чемпіонату СРСР.
1999 року клуб припинив існування через брак фінансування.
З 2000 року команду відроджено під назвою «Педуніверситет-Іскра-2000», згодом — «Іскра-Педуніверситет», бо головним спонсором став Луганський педагогічний університет ім. Т. Шевченка.

## Досягнення
Кубок європейських чемпіонів
- Бронзовий призер (2): 1995, 1996

Кубок володарів кубків європейських країн
- Володар (1) — 1977

Чемпіонат України
- Чемпіон (6): 1992, 1994, 1995, 1996, 1997, 1999
- Срібний призер (1) : 1993

Кубок України
- Фіналіст (1): 1994

Чемпіонат СРСР
- Срібний призер (2): 1975, 1978
- Бронзовий призер (2): 1973, 1974

Кубок СРСР
- Володар (1): 1980

Чемпіонат УРСР
- Чемпіон (5): 1973, 1974, 1975, 1977, 1978
- Срібний призер (9): 1972, 1976, 1980, 1981, 1982, 1983, 1985, 1989, 1990
- Бронзовий призер (4): 1979, 1984, 1987, 1988

Кубок УРСР
- Володар (1): 1980
- Фіналіст (1): 1981

## Історія
Команду «Іскра» створено 1969 р. у структурі ДСТ «Авангард». З 1982 року представляла товариство «Труд».
1973 року дебютувала у Вищій лізі й відразу ж здобула бронзові медалі чемпіонату СРСР. Наступного року — повторення цього успіху. У 1975 р. збірна УРСР, у складі якої багато гравчинь представляли «Іскру», завоювала звання чемпіонів Спартакіади народів СРСР.
1976 року луганки здобули малі золоті медалі Всесоюзного турніру (через участь збірної СРСР в Олімпіаді-76 р. чемпіонат країни проводили серед товариств і за участі олімпійської збірної країни, а для клубів — Всесоюзний турнір). 1977 року команда здобула Кубок володарів кубків європейських країн; фінальна частина турніру проходила в бельгійському місті Руселаре. Призову трійку склали такі команди: «Іскра» (Ворошиловград), «Динамо» (Берлін) та «Уйпешті Дожа» (Будапешт).  У 1980 р. «Іскра» здобула Кубок СРСР. У чемпіонатах СРСР найвище досягнення — 2-ге місце в 1975 та 1978 pp.
Неодноразові чемпіонки України: 1992, 1994, 1995, 1996,1997,1999 рр. Срібні призерки чемпіонату України 1993 р. Бронзові призерки 1998 р. Успіх команди обумовлений сучасним стилем гри, що полягає в застосуванні різних комбінацій з максимальним використанням атак по всій ширині сітки. Луганчанок відрізняє самовідданість у захисних діях, високі, морально-вольові якості й бойовий настрій. У складі збірної СРСР 70-х років, виступали такі представниці «Іскри»: Наталія Горбенко (Єрьоміна), Лариса Губка (Іванова), Євгенія Назаренко (Кузіна), Валентина Колесник (Лобанова), Лілія Мілешко. У клубній команді найбільш відомі гравчині — Раїса Гатіна, Наталія Кочерова, Наталія Максимова, Наталія Колдобенко, Наталія Журба (Користильова), Тамара Киричок. Найбільші успіхи команди з початку її створення пов'язані із тренером Володимиром Семеновичем Черновим. З командою в різні роки працювали такі відомі наставники: Володимир Іванович Бєляєв, Валентина Петрівна Колесник, Володимир Максимович Шемена, Федір Серафимович Лащонов, Гарій Єгіазаров.
З 1991 до 1999 pp. «Іскра» була лідером у жіночому чемпіонаті країни серед команд Суперліги та базовою основою для збірної України. Граючи у фіналі Кубку Європейській чемпіонів, стала однією з найкращих клубних команд Європи, посівши третє місце. У складі грали майстри спорту міжнародного класу: Марина Дубініна, Олена Сидоренко, Тетяна Іванюшкіна, Ольга Павлова, Вікторія Бубенцова, Наталья Боженова, Юлія Буєва, Олександра Фоміна, Алла Кравець, Марія Полякова. Майже всі вони в різний час навчалися в Луганському державному педагогічному інституті (а надалі — університеті) й грали за збірну університету. Саме в Луганському державному педагогічному університеті імені Тараса Шевченка з'явилася команда, яка відродила традиції жіночого волейболу Луганщини. 1999 року через фінансово-організаційних труднощі команда «Іскра» припинила існування.
2000 року з ініціативи декана факультету фізичного виховання професора Георгія Максименка і справжніх ентузіастів й аматорів волейболу: М. М. Полякова, І. М. Курліщука та ректора ЛДПУ — В. С. Курило, була створена команда «Педуніверситет-Іскра-2000-РГЗ». У цій назві відбиті всі організації, які брали участь у створенні команди — 2000 р. У команду, що подала заявку на чемпіонат України в Першій лізі сезону 2000—2001 pp. були включені гравчині, які довгий час з різних причин були поза волейболом, не мали ігрової практики й майже не тренувалися. Це О. Асташова (капітан команди), К. Подлісна, В. Масляєва, О. Веретельник, Ю. Мухіна, А. Куцай, Н. Бородіна, Н. Каркачова, І. Петренко, О. Кочерова, І. Брехова. Перед головним тренером команди — А. А. Міщенко і тренером Н. В. Максимовою було поставлено завдання — вийти до Вищої ліги українського волейболу.
За підсумками сезону команда «Педуніверситет-Іскра 2000» здобула право виступати у Вищій лізі українського волейболу. За цей час відбулися великі зміни. Пішов з життя М. М. Поляков і всі проблеми щодо подальшого існування команди довелося вирішувати педуніверситету. Завдяки ректору В. С. Курилу, який особисто брав участь у вирішенні багатьох проблем команду вдалося зберегти.
У сезоні 2001—2002 pp. команда грала у Вищій лізі чемпіонату України. Через різні причини команду залишили гравчині основного складу В. Масляєва і А. Куцай. Замість них до команди запросили гравчинь з Донецька — сестер: Тетяну й Ольгу Железнякових.
Уже під час чемпіонату в команді відбулися зміни гравчинь. Були заявлені: А. Сичова і Є. Жукова, а також були запрошені учні ЛВУФВ: А. Лащ, Г. Маяцька, О. Крисенко, Н. Галка.
У фінальній частині чемпіонату команда університету, набравши однакову кількість очок, зустрілася із запорізькими волейболістками, і відстояла право грати у Вищій лізі.
У сезоні 2002—2003 pp. команду очолюють В. М. Слєпцов — заслужений тренер України, майстер спорту міжнародного класу, та Н. В. Максимова — майстер спорту міжнародного класу. Команда, посилена О. Кононенко та Ю.Кузнецовою, здобуває золоті медалі чемпіонату України серед команд Вищої ліги і одержує право грати перехідні ігри за вихід до Суперліги з командами Донецька та Вінниці. За підсумками чотирьох турів «Іскра-Педуніверситет» посіла друге місце й виборала право грати серед найсильніших команд України.
Крім того, у сезоні 2002—2003 pp. у команді особлива увага була приділена резерву. Із цією метою учениці ЛУФВ та його випускниці отримали можливість грати в Чемпіонаті України серед команд Першої ліги, що надало можливість активно задіяти цих гравчинь в основному складі. Повернувшись до Суперліги, «Іскра-Педуніверситет» фінішувала в сезонах 2003—2005 pp. на п'ятому місці. Сезон 2005—2006 pp. команда завершила шостою. Восени 2006 року команду залишає головний тренер В. М. Слєпцов і до керівництва «Іскра-Педуніверситет» запрошено Олімпійського чемпіона Ф. С. Лащонова. Але втримати команду в Суперлізі не вдалося, і сезон 2007—2008 pp. команда розпочинає з Вищої ліги. Вона фінішує на другому місці, але в перехідних іграх за путівку до Суперліги поступається запорізькій «Орбіті». Сезон 2008—2009 pp. «Іскра» розпочинає з новим головним тренером, колишнім гравцем славетної «Іскри» Н. В. Максимовою. Команда знову посіла друге місце, але в мікроматчі із «Златогором» здобула путівку до Суперліги.